# August F. Ohlson

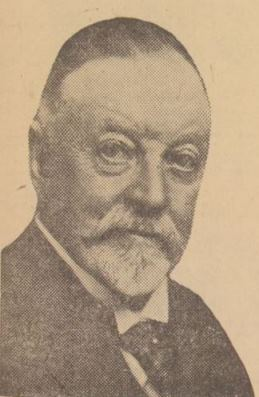
August F. Ohlson.

August Felix Ohlson, född 14 januari 1861 i Länghems församling, Älvsborgs län, död 27 maj 1947 i Söderhamn, var en svensk grosshandlare. Han var bror till grosshandlaren Carl Alfred Ohlson och farbror till författaren Ulla Bjerne.
Ohlson flyttade till Söderhamn 1875, där han 1885 etablerade en egen speceri- och diversehandel vid Strandgatan i Stugsund. Han överlät denna 1903 och flyttade till centrala staden, där han under några år var direktör för Söderhamns snusfabrik. År 1905 startade han en engrosfirma, vilken 1919 ombildades till Handels AB Aug. F. Ohlson. Denna rörelse kom med tiden att expandera betydligt och erhöll även en filial i Hudiksvall. År 1939 övertogs rörelsen av Hakonbolaget som ett led i detaljhandelns koncentrationssträvanden inom  de egna inköpsföretagen.
Ohlson var under 15 år ordförande i Söderhamns köpmannaförening och under en tid ordförande i Södra Hälsinglands engrossistförening. Han var under många år ledamot av stadsfullmäktige och hamndirektionen. Han var vice ordförande i Sjömanshusets i Söderhamn direktion, vice ordförande i stadens hälsovårdsnämnd, styrelseledamot i Gävle handelskammare, styrelseledamot i Svenska Handelsbankens lokalkontor i Söderhamn samt  medlem av bland annat sjöfartsnämnden i Söderhamn, taxeringsnämnden och fattigvårdsstyrelsen. Han var den siste private ägaren av den gamla Tullmjölkvarnen i Söderhamn, vilken han 1938 donerade till Söderhamns stad för att användas i musealt syfte.
Sonen Harald Ohlson (1892–1939) studerade i Söderhamn och Uppsala och inträdde, efter en kortare tids tjänstgöring på bank, i faderns grosshandelsrörelse. Efter att Hakonbolaget övertagit denna blev han dess söderhamnschef, men avled några månader senare.